# Nanpingita
La nanpingita és un mineral de la classe dels silicats que pertany al grup de la mica. Va ser anomenada en honor de l'àrea de Nanping, a la República Popular de la Xina, que inclou la localitat tipus d'aquest mineral.

## Característiques
La nanpingita és un fil·losilicat de fórmula química CsAl₂(Si₃Al)O10(OH). Cristal·litza en el sistema monoclínic. Poques vegades cristal·litza en forma de cristalls pseudohexagonals; es sol trobar més en cristalls irradiants i agregats, i escates i plaques, de fins a 1 cm. La seva duresa a l'escala de Mohs és de 2,5 a 3.
Segons la classificació de Nickel-Strunz, la nanpingita pertany a «09.EC - Fil·losilicats amb plans de mica, compostos per xarxes tetraèdriques i octaèdriques» juntament amb els següents minerals: minnesotaïta, talc, wil·lemseïta, ferripirofil·lita, pirofil·lita, boromoscovita, celadonita, chernykhita, montdorita, moscovita, paragonita, roscoelita, tobelita, aluminoceladonita, cromofil·lita, ferroaluminoceladonita, ferroceladonita, cromoceladonita, tainiolita, ganterita, annita, ephesita, hendricksita, masutomilita, norrishita, flogopita, polilitionita, preiswerkita, siderofil·lita, tetraferriflogopita, fluorotetraferriflogopita, wonesita, eastonita, tetraferriannita, trilitionita, fluorannita, xirokxinita, shirozulita, sokolovaïta, aspidolita, fluoroflogopita, suhailita, yangzhumingita, orlovita, oxiflogopita, brammal·lita, margarita, anandita, bityita, clintonita, kinoshitalita, ferrokinoshitalita, oxikinoshitalita, fluorokinoshitalita, beidel·lita, kurumsakita, montmoril·lonita, nontronita, volkonskoïta, yakhontovita, hectorita, saponita, sauconita, spadaïta, stevensita, swinefordita, zincsilita, ferrosaponita, vermiculita, baileyclor, chamosita, clinoclor, cookeïta, franklinfurnaceïta, gonyerita, nimita, ortochamosita, pennantita, sudoïta, donbassita, glagolevita, borocookeïta, aliettita, corrensita, dozyïta, hidrobiotita, karpinskita, kulkeïta, lunijianlaïta, rectorita, saliotita, tosudita, brinrobertsita, macaulayita, burckhardtita, ferrisurita, surita, niksergievita i kegelita.

## Jaciments
La nanpingita va ser descoberta a la pegmatita no. 31 trobada al camp de pegmatites de Nanping (Xikeng) (Fujian, República Popular de la Xina). També ha estat descrita a Angola, l'Argentina, el Canadà, els Estats Units i Rússia.